# Willy Arend

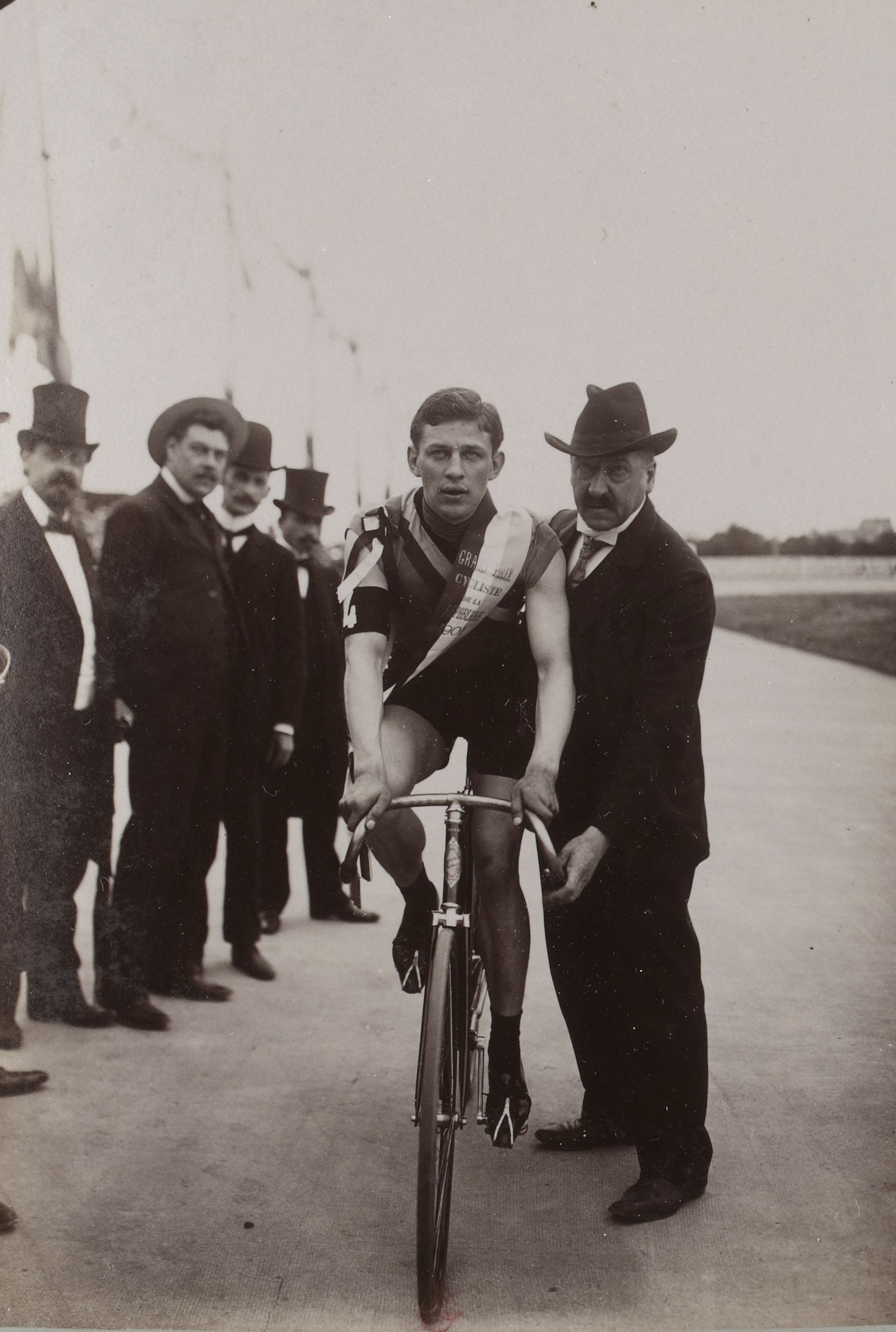
Willy Arend als Sieger beim Grand Prix de la Republique in Paris (1901)

Willy Arend (* 2. Mai 1876 in Hannover; † 25. März 1964 in Berlin) war ein deutscher Radrennfahrer und erster deutscher Profi-Weltmeister. Willy Arend war ein Bahnsprinter, damals „Flieger“ genannt, und einer der deutschen Radsportstars vor und nach dem Ersten Weltkrieg.

## Leben
Nach seinem Schulabschluss war Arend zunächst als Bautechniker tätig; das Radfahren erlernte er mit 15 Jahren, noch auf dem Hochrad. Sein erstes Rennen fuhr er 1894, im Jahr darauf sattelte er auf das Niederrad um und war fortan bei zahlreichen Rennen als Amateur erfolgreich. 1896 wurde er Profi, nachdem ohnehin sein Amateur-Status bezweifelt worden war. 1896 und 1904 gewann er den Großen Preis von Berlin.

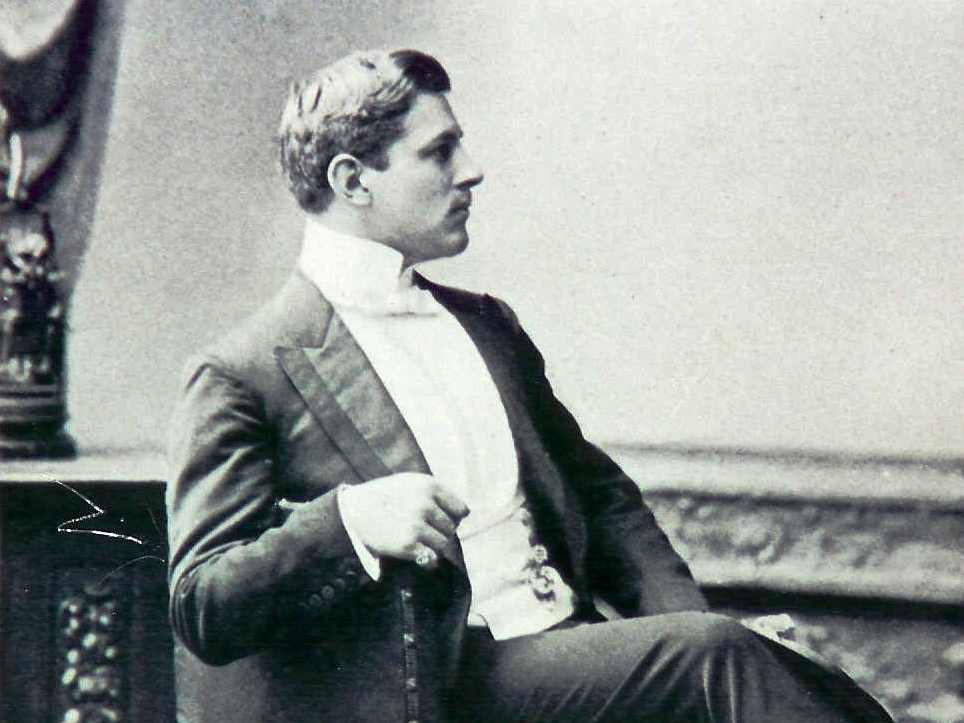
Der „schöne Willy“

1897 wurde Arend in Glasgow als erster Deutscher Profi-Weltmeister im Bahnradsport. Dreimal (1897, 1898 und 1901) gewann er auch die Europa-Meisterschaft. 1896 wurde er erstmals Deutscher Meister und 1921, nach 25 Jahren, zum zweiten Mal. Wegen seiner ansehnlichen Erscheinung war er besonders beliebt beim Publikum, wurde der „schöne Willy“ genannt und mit „Feste Willy, feste“ angefeuert. Große Begeisterung rief 1901 sein Sieg gegen den US-amerikanischen Sprint-Weltmeister von 1899, Major Taylor, in Berlin hervor. Anschließend wurde Bier als „Arend-Bräu“ verkauft und gar der „Willy-Arend-Marsch“ zu seinen Ehren komponiert.
In seinen besten Jahren von 1895 bis 1905 verdiente Arend an Preisgeldern insgesamt 130.000 Reichsmark, für damalige Verhältnisse ein Vermögen. 1896, 1898, 1901 und 1902 gewann er den Großen Preis von Deutschland. 1897 gewann er die erste Austragung des Großen Preises von Hamburg. 1902 gewann er die erste Austragung des Großen Preises von Thüringen, bei dem er für seinen Sieg 1.000 Mark erhielt. Den Grand Prix de la République gewann er von 1900 bis 1902.
1901 wurde Arend 1. Vorsitzender des Deutschen Rennfahrer Verbands (DRV).
Um seine Existenz weiterhin zu sichern, eröffnete er einen Zigarrenladen in Berlin. In den Jahren danach ließ der Zuspruch für Sprinter-Rennen beim Publikum allerdings nach, das lieber die spektakuläreren Steherrennen besuchte, so dass Arend mitunter für ein Zehntel seiner früheren Prämien fahren musste.
Aus diesem Grunde startete Arend schließlich auch bei elf Sechstagerennen und gewann zwei, 1910 in Bremen und Kiel (gemeinsam mit Eugen Stabe). Als er sich 1926 mit 50 Jahren von der Rennbahn zurückzog, war er insgesamt 30 Jahre lang Radprofi gewesen, nach seiner eigenen Einschätzung „der älteste Rennfahrer der Welt“.
Weltwirtschaftskrisen und zwei Weltkriege zehrten Arends Vermögen auf. 1964 starb er verarmt in Berlin.

## Schriften
- Willy Arend: Mein schönstes Rennen, in: Sport-Album der Rad-Welt, 17. Jahrgang, 1919.
- Willy Arend: Der Radrennsport, Bd. II: Das Fliegerrennen, aus der Reihe Bibliothek für Sport und Spiel, mit zahlreichen Abbildungen, Verlag: Grethlein & Co, Leipzig und Zürich, o. J. (um 1920) – enthält eine autobiographische Darstellung (S. 28–96).